# Nanki Bunko

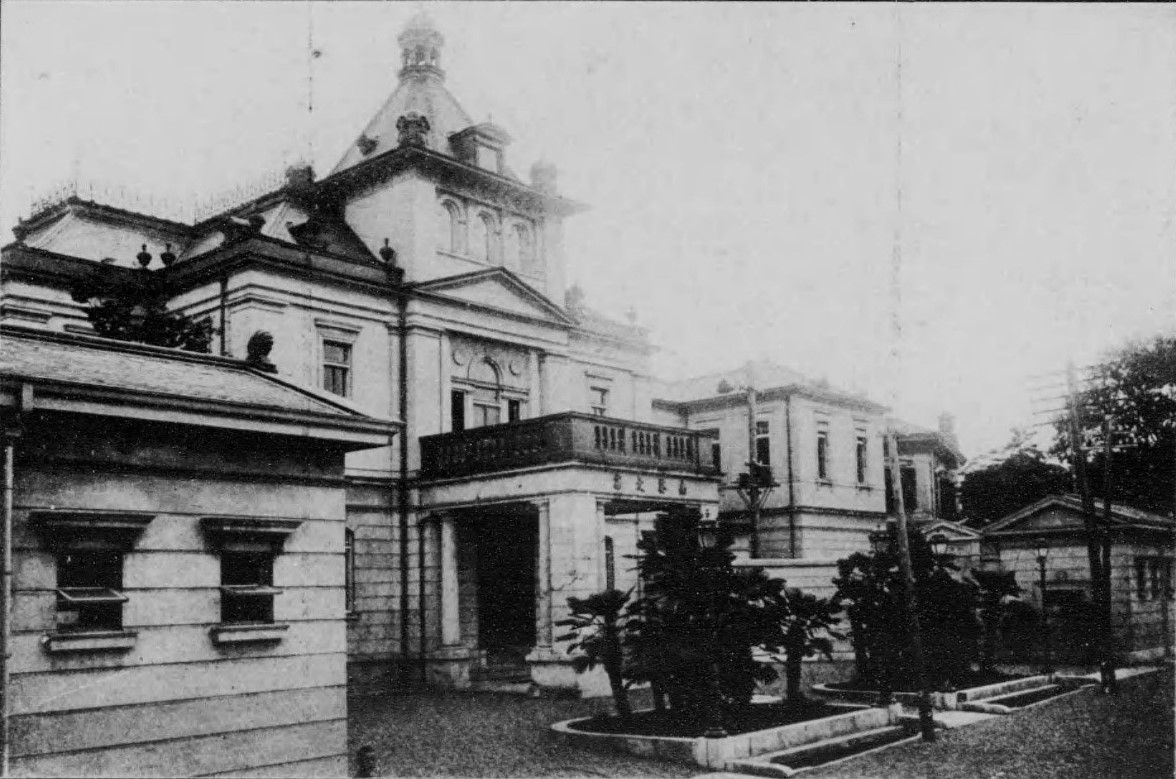
Nanki Bunko

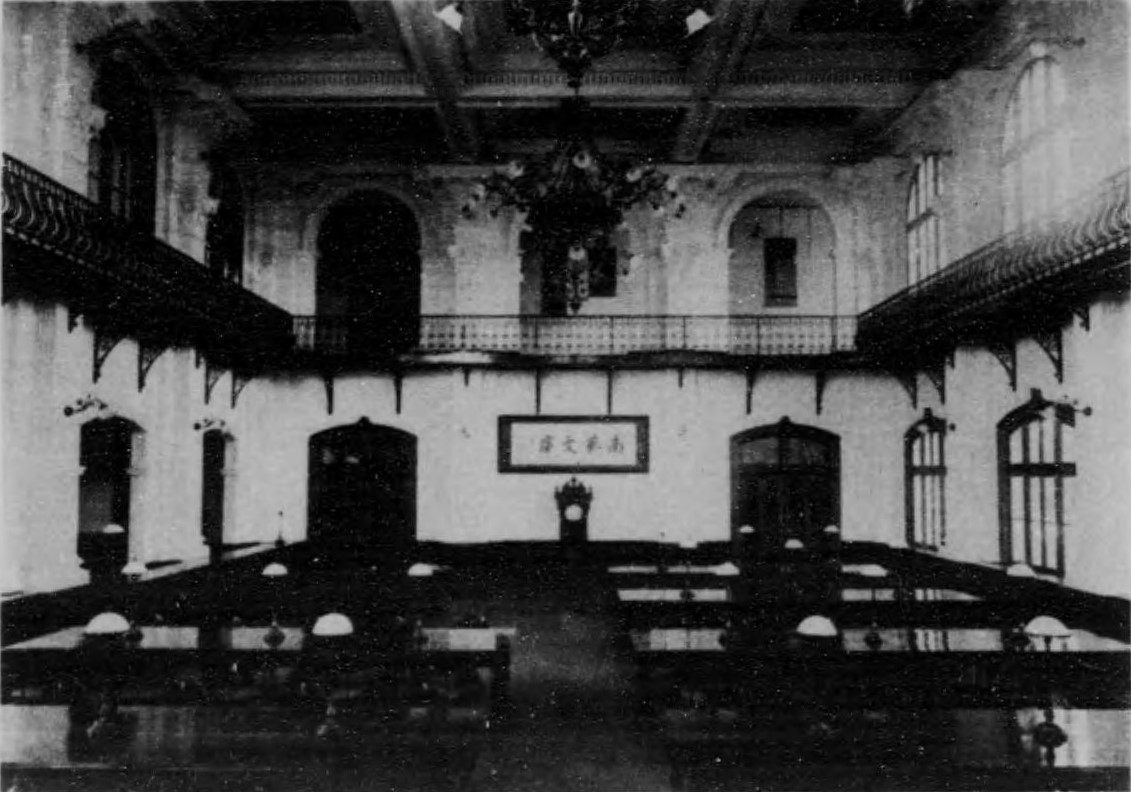
Lesesaal

Der Nanki Bunko (japanisch 南葵文庫) war eine Privatbibliothek, die 1902 von Tokugawa Yorimichi (徳川 頼倫; 1872–1925), dem Oberhaupt der Kishū-Tokugawa, in seiner Residenz in Tokio der Öffentlichkeit zugänglich gemacht hatte.

## Überblick
Der Nanki Bunko war eine Zeit lang für die Öffentlichkeit zugänglich, doch 1924, ein Jahr nach dem Großen Kantō-Erdbeben, wurde ihre Sammlung der Bibliothek der Kaiserlichen Universität Tokio gespendet, die bei einem Brand zerstört worden war, und die Bibliothek wurde geschlossen. Die von Tokugawa Yorisada (徳川 頼貞; 1892–1954), dem ältesten Sohn, gesammelte Musikmaterialsammlung blieb jedoch im ehemaligen Büro des Nanki Bunko als „Nanki Gakudō-Bibliothek“ (南葵楽堂図書部) erhalten. Einige der der Bibliothek der Universität Tokio gespendeten Materialien wurden inzwischen digitalisiert und im Jahr 2022 der Öffentlichkeit zugänglich gemacht.
Das Bibliotheksgebäude diente dann als Zweigstelle der Universitätsbibliothek Tokio und wurde dann abgerissen, wobei das Hauptgebäude erhalten blieb, das 1899 fertiggestellt wurde. Dieses Gebäude wurde 1933 in eine Villa für Yorimichis Sohn Yorisada umgewandelt, wobei es nach Oiso verlegt wurde. Das dazugehörige westliche Gebäude im Renaissance-Stil wurde 1987 nach Izuyama in Atami verlegt, renoviert und wurde zum Hotel „Villa del Sol“. 2008 wurde es als „Nationales materielles Kulturgut“ (国の登録有形文化財, Kuni no tōroku yūkei Bunkasai) registriert.